# Haitzingalm (Bad Hofgastein)
Die Haitzingalm (auch Heitzingalm und Heitzingalpe) ist eine Alm in der Marktgemeinde Bad Hofgastein im österreichischen Bundesland Salzburg.

## Lage und Charakteristik
Die Haitzingalm liegt an den östlichen Hängen der Hirschkarspitze in der Goldberggruppe. Sie gehört zur Ortschaft Weinetsberg und zur Katastralgemeinde Wieden. Südlich der Alm fließt der Hundsdorfer Graben, ein Nebenbach des Schloßbachs.
Auf einer Höhe von 1755 m ü. A. steht der Gastronomiebetrieb Haitzingalm. Auf der Alm wird im Sommer nach wie vor Vieh gehalten. Bei einer Erhebung der Vogelarten des Gasteinertals in den 1980er Jahren wurden in der Gegend das Auerhuhn (Tetrao urogallus) und das Birkhuhn (Tetrao tetrix) als Brutvögel sowie der Dreizehenspecht (Picoides tridactylus), der Raufußkauz (Aegolius funereus) und der Sperlingskauz (Glaucidium passerinum) als wahrscheinliche Brutvögel beobachtet. Rund um die Haitzingalm gedeiht Grünerlen-Buschwald.

## Geschichte
Im von 1823 bis 1830 erstellten Franziszeischen Kataster ist in der Gegend der Alm eine Flur namens Hatzinger Alpe verzeichnet. Eine Almhütte bestand bereits an der Wende des 19. zum 20. Jahrhundert. Die Sektion Hofgastein des Deutschen und Österreichischen Alpenvereins legte 1921 neue Sommer-Wegmarkierungen vom Zentrum von Bad Hofgastein über die Haitzingalm auf die Türchlwand an. Die Wegmarkierungen bis zur Haitzingalm wurden im Sommer 1923 nachgebessert. Die Almhütte wurde 1953 mit einem Anbau versehen. Sie wurde schließlich 2018 wegen einer Lifttrassenverlegung komplett abgetragen.